# Русское общество воздухоплавания
Русское общество воздухоплавания (Петербургское общество воздухоплавания) — основано в  Санкт-Петербурге 3 декабря 1870 года (по другим сведениям в 1880 году).  Позже на территории Российской империи были созданы отдел воздухоплавания при  Русском техническом обществе (1880), Первое Рижское студенческое общество воздухоплавания и техники полета при РПИ (1908),  Киевское общество воздухоплавания (учреждено 16 (29) октября 1909), Московское общество воздухоплавания (учреждено 18(31) марта 1910),   Нижегородское общество воздухоплавания (учреждено 20 декабря 1910 года), Туркестанское общество воздухоплавания (основано 14 июля 1912) и Польское общество воздухоплавания (в декабре 1916).